# クラーク電池

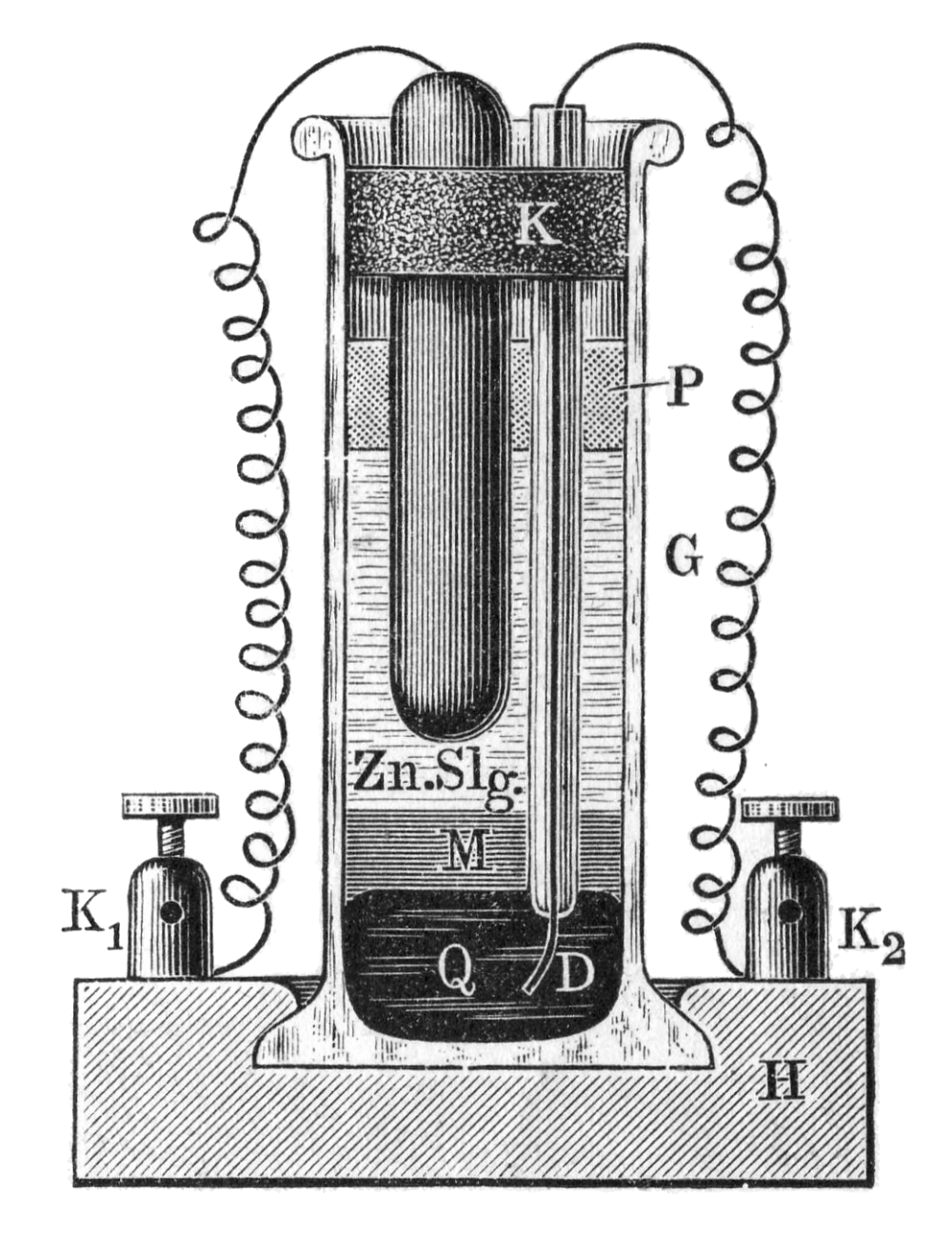
クラーク電池（1897年）

クラーク電池はイギリスのエンジニア、ジョサイア・ラティマー・クラークにより1873年に発明された湿式化学電池。安定して高い電圧を出すことができる。1893年、クラーク電池の15℃での出力は国際電気会議で1.434ボルトと定義され、この定義は1894年にアメリカで法律となった。この定義は後にウェストン電池に基づくものに取って代わられた。

## 化学
負極に亜鉛（もしくは亜鉛アマルガム）、正極に水銀を用い、硫酸亜鉛の飽和水溶液に入れている。溶液中には減極剤として硫酸水銀(I)のペーストを用いる。

## 作成方法

### クラークによるもの
クラークが最初に作成した電池は、ダニエル電池と同様ガラス瓶の中に作られた。銅のカソードは瓶の底の水銀だまりに替えられた。この上に硫酸水銀のペーストを置き、そのさらに上に硫酸亜鉛溶液があった。短い亜鉛棒が硫酸亜鉛溶液に入れられた。亜鉛棒は2つの穴が開いたコルクによって支えられた。1つは亜鉛棒用であり、もう1つは電池の底に達しているガラス管用である。ガラス管に取り付けられた白金線は水銀だまりに接触している。完成すると、電池はマリングルーの層により密閉された。

### H型電池
1882年、レイリー卿はH型の電池を導入した。これはH型のガラス容器で片方の足に亜鉛アマルガム、もう片方の足に硫酸水銀のペーストの層を乗せた純水銀を入れたものである。容器は硫酸亜鉛溶液でほぼ上まで満たしてある。亜鉛アマルガムと水銀の電気的接続は、脚の下端部に取り付けられた白金線により行われる。

## 特性
15℃（288K）で1.4328ボルトの標準起電力を示す。標準となった電池は電流がそこから流れない方法で適用される必要がある。この設計には2つの欠点がある。−1.15 mV/°Cという大きな温度係数と、ガラスの覆いに入りこむ、亜鉛アマルガム接続と合金化した白金線に起因する腐食問題の2つである。
1905年、より温度に依存しないウェストン電池に電圧標準として置き換えられた。

## 情報源
- Practical Electricity by W. E. Ayrton and T. Mather, published by Cassell and Company, London, 1911, pp 198–203